# Weerhaak
Een weerhaak is een tegengevormd uiteinde aan een voorwerp, met als functie te verhinderen dat het voorwerp gemakkelijk loskomt als het contact heeft. 
Weerhaken kunnen onder andere toegepast zijn bij vishaken, harpoenen en pijlpunten. In de natuur komen weerhaken ook voor, bijvoorbeeld de angel van een honingbij.

## Afbeeldingen

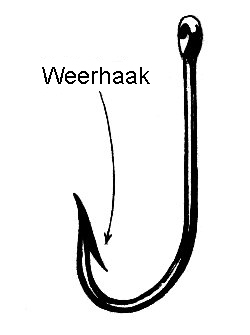
Weerhaak bij een vishaak
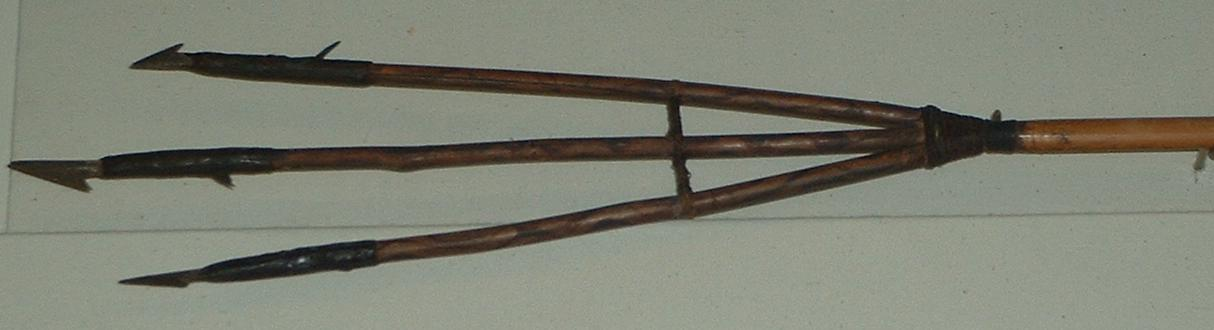
Weerhaken toegepast bij het speervissen
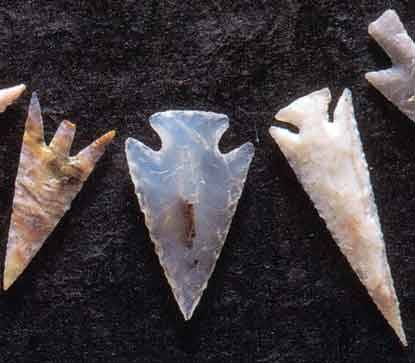
Pijlpunten van vuursteen